# 데드맨 스위치

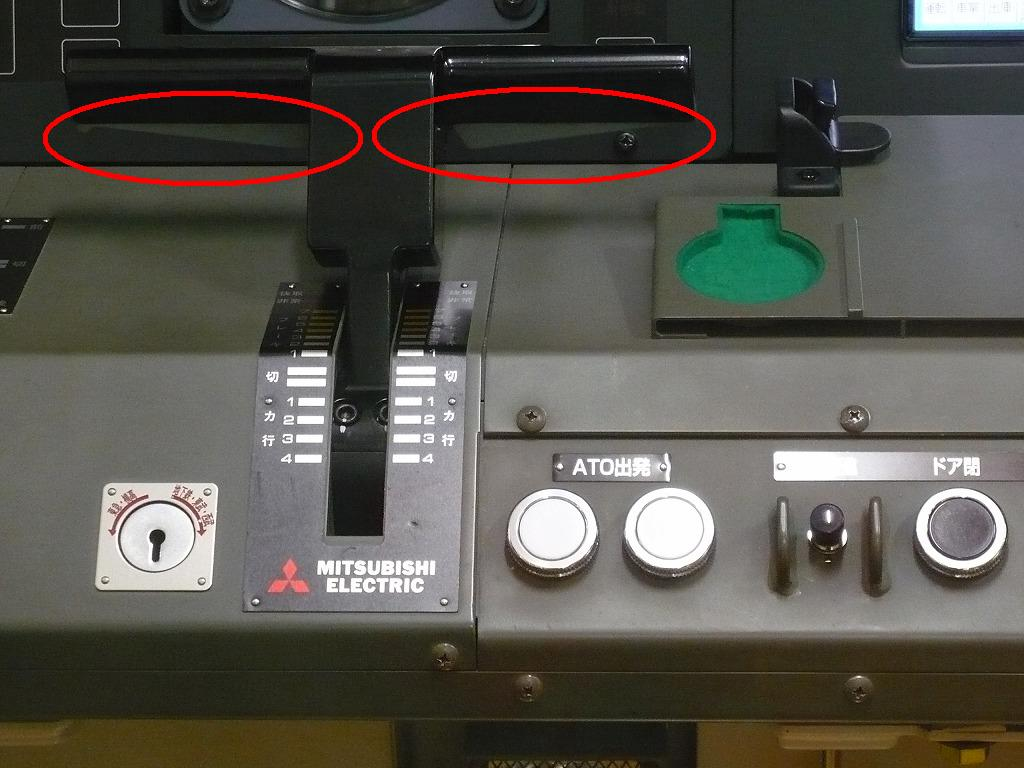
도쿄 지하철 10000계의 마스콘 핸들. 붉은 원이 데드맨 장치의 잡는 부분이다

데드맨 스위치(영어: dead man's switch)는 인간 조종자가 의식 상실, 사망등 조종 능력을 상실한 경우 자동적으로 안전을 위한 조치를 취하도록 만들어진 장치이다.
일반적으로는 열차등 기계를 다룰때 실수나 실패 혹은 사고 발생시 최소한의 피해로 줄이기 위해 지하철, 급유기, 화물 엘리베이터, 잔디깍이, 트렉터, 제트스키, 기계톱, 트레드밀, 스노우모빌등에 장치 되어 있다. 특히 열차의 경우 운전자 안전장치 (DSD, Driver Safety Device)라고도 하며 핵무기 관제소에서는 특수무기비상격리시스템이라고도 한다.

## 배경
데드맨 장치는 전차가 대중교통수단으로 도입될 시점부터 도입되었다. 보통 열차의 경우 보조조종사가 있거나 엔진을 맡은 사람이 있어서 만약의 경우 열차를 멈출 수가 있었다. 그러나 많은 경우 운전자가 단독으로 운전하게 되면서 이러한 장치가 필요하게 되었다. 20세기 초에 미국 뉴욕 지하철이 처음 만들어질때 만약 운전자가 사망할 경우 자동으로 속도를 늦추면서 서게끔하는 장치가 설치되었다.

## 장치
데드맨 장치가 탑재되어 있는 차량에는, 운전 중 운전사가 항상 조작해야만 하는 장치가 장착되어 있다.

### 핸들
유압식이거나 전기식으로 연결되어 조종간과 함께 부착되어 있는 형태이다. 보통 힘을 주어 잡고 있을 때는 작동하지 않지만 힘을 주지 않고 일정 시간이상 스위치가 개방될 경우에는 제동장치를 작동 하게 된다.
사진의 동경지하철 차량에서 마스콘과 브레이크 핸들이 나뉘어 있는 2 핸들 타입의 차량에는 손을 떼면 마스콘 핸들의 손잡이 부분이 튀어 나오는 것과 마스콘 가동 부분이 튀어오르는 것 등이, 마스콘과 브레이크가 일체화되어 있는 1 핸들 타입의 차량에는 핸들의 손잡이 부분에 전용 레버가 있는 것이 각각 일반적이다. 그 외에 발밑에 페달이 설치된 차량도 있다.
일반적인 경우 운전 중 이러한 장치로부터 손을 떼면 즉시 비상제동이 걸리는 구조로 되어 있지만, 역행(力行)중에만 동작하는 것, 핸들이 브레이크 위치에 있는 경우에는 동작하지 않는 것, 역행만 중지되는 것, 게다가 무선 비상 신호가 발신되는 것 등 여러 가지 종류가 있다.
이러한 핸들 장치는 1982년이래 미국에서 판매되고 있는 모든 전동잔디깍이기계에도 적용되고 있으며 버튼을 놓치게 되면 3초 이내로 깎는 날이 정지해야 한다.

### 터치 센서
노팅햄 익스프레스 트랜짓에 설치 되어 있는 터치 센서 방식 장치는 운전자가 손을 올려놓게 되어 있다. 장갑을 낀 경우에는 손가락을 내놓아야 한다.

### 페달
핸들 대신 쓰이는 경우가 많다. 그러나 호주 워터폴 열차 사고의 경우에는 과체중이던 운전자가 의식이 없어져도 페달을 누르고 있는 힘이 계속 가해저서 무용화 된 경우가 있으며, 무거운 물체를 올려 놓거나 하여 발로 누르는 것을 대신할 수 있다는 것이 밝혀져 문제가 되었다.

### 의자 스위치
트렉터의 경우 운전자 의자 밑에 스위치가 있어 기어가 걸려 있는 경우나 시동이 걸린 상태에서 일어나면 정지하게끔 되어 있다.

### 키 스위치
놀이공원등에서 쓰이는 제트스키, 스노우모빌 그리고 헬스클럽의 트레드밀 장치등에는 작동키가 조종자의 손목이나 허리에 묶여지도록 되어 있어 만약 조종자가 떨어지거나 내릴경우 엔진을 정지 시키거나 공회전 시키도록 되어 있다.